# Bradley Wiggins
Bradley Marc Wiggins (Gent, 1980. április 28. –) brit profi országútikerékpár-versenyző. Jelenleg a WIGGINS versenyzője. Pályaversenyzőként háromszoros olimpiai és hatszoros világbajnok. Az egyórás kerékpározás világcsúcstartója. Országúton világbajnoki ezüstérmes, olimpiai bajnok, háromszoros brit bajnok és nyert szakaszt a Giro d’Italián is. 2016 decemberében bejelentette visszavonulását.

## Sikerei

### Pályaversenyeken
1997
- Junior pályavilágbajnokság 2 km egyéni üldözéses
  -  Junior-Világbajnok

2000
- Pályavilágbajnokság, csapat üldözőverseny
  -  2. hely
- Sidney nyári olimpia, csapat üldözőverseny
  -  3. hely

2001
- Pályavilágbajnokság, csapat üldözőverseny
  -  2. hely

2002
- Pályavilágbajnokság, csapat üldözőverseny
  -  3. hely

2003
- Pályavilágbajnokság, egyéni üldözőverseny
  -  Világbajnok
- Pályavilágbajnokság, csapat üldözőverseny
  -  2. hely

2004
- Athéni nyári olimpia, egyéni üldözőverseny
  -  Olimpiai bajnok
- Athéni nyári olimpia, csapat üldözőverseny
  -  2. hely
- Athéni nyári olimpia madison versenye
  -  3. hely

2007
- Pályavilágbajnokság, egyéni üldözőverseny
  -  Világbajnok
- Pályavilágbajnokság, csapat üldözőverseny
  -  Világbajnok

2008
- Pályavilágbajnokság, egyéni üldözőverseny
  -  Világbajnok
- Pályavilágbajnokság, csapat üldözőverseny
  -  Világbajnok
- Pályavilágbajnokság madison versenye
  -  Világbajnok
- Pekingi nyári olimpia, egyéni üldözőverseny
  -  Olimpiai bajnok
- Pekingi nyári olimpia, csapat üldözőverseny
  -  Olimpiai bajnok

2015
- 2015 júniusában 54,526 kilométerrel megdöntötte az egyórás kerékpározás világcsúcsát.

### Országúti versenyeken
2003
- Tour de l'Avenir
  - 1., 1. szakasz (Egyéni időfutam)

2005
- Tour de l'Avenir
  - 1., 8. szakasz
- Giro d’Italia
  - 123., Összetett versenyben

2006
- Tour de France
  - 124., Összetett versenyben

2007
- Critérium du Dauphiné Libéré
  - 1., Prológ
- Tour de France
  - 4., Prológ
  - 4., 13. szakasz (Egyéni időfutam)

2008
- Giro d’Italia
  - 134., Összetett versenyben
  - 3., 1. szakasz (Csapatidőfutam)
  - 4., 21. szakasz (Egyéni időfutam)

2009
- Brit országúti-bajnokság időfutam
  -  1. hely
- Tour of Qatar
  - 1., 1. szakasz (Egyéni időfutam)
- Giro d’Italia
  - 71., Összetett versenyben
  - 2., 1. szakasz (Egyéni időfutam)
  - 2., 21. szakasz (Egyéni időfutam)
- Tour de France
  - 4., Összetett versenyben
  - 2., 4. szakasz (Csapatidőfutam)
  - 3., 1. szakasz (Egyéni időfutam)
  - 5., 15. szakasz
  - 6., 18. szakasz (Egyéni időfutam)

2010
- Brit országúti-bajnokság időfutam
  -  1. hely
- Tour of Qatar
  - 1., 1. szakasz (Csapatidőfutam)
- Giro d’Italia
  - 40., Összetett versenyben
  - 1., 1. szakasz (Egyéni időfutam)
  - 4., 11. szakasz
- Tour de France
  - 24., Összetett versenyben

2011
- Brit országúti-bajnokság mezőnyverseny
  -  1. hely
- Párizs-Nizza
  - 3., Összetett versenyben
  - 2., 6. szakasz (Egyéni időfutam)
- Bayern-Rundfahrt
  - 1., 4. szakasz (Egyéni időfutam)
- Critérium du Dauphiné
  -  Összetett verseny győztese
  - 2., 3. szakasz (Egyéni időfutam)
  - 3., Prológ
- Vuelta Espana
  - 3., Összetett versenyben
  - 3., 10. szakasz (Egyéni időfutam)
  - 4., 9. szakasz
  - 5., 14. szakasz
  - 5., 15. szakasz
- Országúti világbajnokság időfutam
  -  2. hely